# Otradovice (Jankov)
Otradovice (Duits: Wotradowitz) is een Tsjechische plaats in de gemeente Jankov, regio Midden-Bohemen, en maakt deel uit van het district Benešov. Het dorp ligt op ongeveer 2 kilometer afstand van Jankov. Net buiten Otradovice ligt een gelijknamig dorp dat echter tot de gemeente Votice behoort.
Otradovice telt 30 inwoners (2021).

## Geschiedenis
De eerste schriftelijke vermelding van het dorp dateert van 1385, toen Beneš en Ludvík Jankovský de plaatselijke Meierhof verkochten aan Věnka van Otradovice. Ten oosten van de hof was een vesting met slotgracht, die waarschijnlijk uit de 14e eeuw dateerde. Na 1970 is de vesting gesaneerd ten behoeve van de landbouw.
In 1960 werd Otradovice, samen met Jankov, ingedeeld bij het district Benešov.

## Verkeer en vervoer

### Autowegen
Er leidt een regionale weg naar het dorp.

### Spoorlijnen
Er is geen station in Otradovice. Het dichtstbijzijnde station is in Votice, op zo'n zeven kilometer afstand.

### Buslijnen
Er is één bushalte in het dorp:
| Halte              | Lijnen  | Trajecten                       | Vervoerder   |
| ------------------ | ------- | ------------------------------- | ------------ |
| Jankov, Otradovice | 532 550 | Jankov - Votice Votice - Vlašim | CŠAD Benešov |

## Bezienswaardigheden
- Dorpskapel